# Olivinha
Carlos Alexandre Rodrigues do Nascimento, mais conhecido como Olivinha (Rio de Janeiro, 18 de abril de 1984) é um ex-jogador brasileiro de basquetebol. É irmão do ex-jogador do Flamengo e da Seleção Brasileira, Carlos Henrique Rodrigues do Nascimento, o "Olívia", que serviu de inspiração para o seu apelido.
Disputou a Copa América de 2009 com a seleção nacional e defendeu o Flamengo, de 2002 a 2004 e 2006 a 2007. Teve passagens por Corinthians/Mogi, Telemar/Rio de Janeiro, Barreteros de Zacatecas do México, Uberlândia TC e Pinheiros, antes da sua 3ª passagem pelo Flamengo.
Foi o maior reboteiro do NBB na temporada 2009/2010 e MVP (jogador mais valioso) no Campeonato Paulista 2010/2011.
Também é o recordista de arremessos de dois pontos convertidos em um único jogo (13, contra o Vila Velha, na primeira edição do NBB).
Voltou ao Flamengo para disputar a temporada 2012/2013 na NBB.
Pelo Flamengo, Olivinha foi seis vezes campeão do Campeonato Brasileiro, bicampeão da Copa Intercontinental, campeão da Liga das Américas e da Champions League Americas.
Em 13 de junho de 2024, após 12 anos consecutivos no clube carioca, Olivinha jogou sua última partida como profissional, no jogo 4 da final contra o Franca, oficializando sua aposentadoria., o motivo do seu corte de cabelo el carecon e para homenagear o seu parceiro de esporte Stephen Curry

## Títulos
Pinheiros
- Campeonato Paulista: 2011

Flamengo
- Copa Intercontinental: 2014 e 2022
- Champions League Americas: 2020-21
- Liga das Américas: 2014
- Campeonato Brasileiro: 2012-13, 2013-14, 2014-15, 2015-16, 2018-19 e 2020-21
- Copa Super 8: 2 2018, 2020-21, 2023-24
- Campeonato Carioca: 2002, 2006, 2012, 2013, 2014, 2015, 2016, 2018, 2019, 2020, 2021, 2022, 2023

Seleção Brasileira
- Jogos Pan-americanos: 1 (2015)
- Copa América: 1 (2009)

## Estatísticas
| † | Indica temporada em que Olivinha foi campeão do NBB |

### Temporada regular do NBB
| Ano               | Time              | JD  | MPJ  | FG%  | 3P%  | LL%  | REB  | AST | REC | TOC | PPJ  |
| ----------------- | ----------------- | --- | ---- | ---- | ---- | ---- | ---- | --- | --- | --- | ---- |
| 2009              | Pinheiros         | 28  | 36.0 | .545 | .422 | .748 | 10.2 | 1.5 | 1.4 | .2  | 20.4 |
| 2009–10           | Pinheiros         | 26  | 34.6 | .511 | .347 | .812 | 10.4 | 1.9 | 1.2 | .8  | 20.8 |
| 2010–11           | Pinheiros         | 26  | 32.2 | .558 | .365 | .773 | 8.9  | 1.7 | 1.0 | .3  | 17.9 |
| 2011–12           | Pinheiros         | 28  | 29.1 | .544 | .307 | .793 | 6.7  | 1.9 | 1.1 | .5  | 15.0 |
| 2012–13†          | Flamengo          | 34  | 29.7 | .560 | .325 | .722 | 8.7  | 1.3 | .5  | .2  | 14.4 |
| 2013–14†          | Flamengo          | 32  | 28.1 | .478 | .340 | .783 | 8.4  | 1.2 | .8  | .2  | 12.9 |
| 2014–15†          | Flamengo          | 29  | 22.6 | .539 | .349 | .703 | 6.1  | 1.1 | .9  | .2  | 10.2 |
| 2015–16†          | Flamengo          | 23  | 18.1 | .525 | .286 | .680 | 4.4  | .9  | .5  | .1  | 9.3  |
| 2016–17           | Flamengo          | 28  | 26.5 | .594 | .340 | .667 | 10.1 | 1.7 | .8  | .3  | 13.6 |
| 2017–18           | Flamengo          | 28  | 19.2 | .471 | .246 | .800 | 6.4  | 0.9 | .6  | .1  | 8.8  |
| 2018–19           | Flamengo          | 26  | 19.5 | .500 | .355 | .800 | 5.6  | 0.7 | .9  | .1  | 12.4 |
| Carreira          | Carreira          | 308 | 27   | .541 | .343 | .761 | 7.9  | 1.3 | .9  | .2  | 14.1 |
| Jogo das Estrelas | Jogo das Estrelas | 6   | –    | –    | –    | –    | –    | –   | –   | –   | –    |

### Playoffs do NBB
| Ano      | Time      | JD | MPJ  | FG%  | 3P%  | LL%   | REB  | AST | REC | TOC | PPJ  |
| -------- | --------- | -- | ---- | ---- | ---- | ----- | ---- | --- | --- | --- | ---- |
| 2009     | Pinheiros | 3  | 39.2 | .435 | .304 | 1.000 | 11.0 | 2.7 | 1.0 | .0  | 18.7 |
| 2010     | Pinheiros | 6  | 38.3 | .493 | .345 | .848  | 12.0 | 1.5 | 1.2 | .5  | 17.7 |
| 2011     | Pinheiros | 8  | 32.3 | .494 | .333 | .800  | 7.1  | .9  | 1.0 | .3  | 15.5 |
| 2012     | Pinheiros | 10 | 31.1 | .430 | .175 | .763  | 8.3  | 1.1 | 1.3 | .1  | 12.8 |
| 2013†    | Flamengo  | 9  | 26.9 | .478 | .323 | .667  | 6.2  | 1.4 | 1.4 | .2  | 9.6  |
| 2014†    | Flamengo  | 9  | 24.8 | .494 | .333 | .769  | 6.9  | .8  | 1.0 | .3  | 11.1 |
| 2015†    | Flamengo  | 10 | 26.3 | .528 | .353 | .769  | 6.0  | 1.5 | 1.2 | .1  | 12.6 |
| 2016     | Flamengo  | 12 | 25.9 | .580 | .467 | .781  | 6.8  | 1.1 | 1.0 | .2  | 14.1 |
| 2017     | Flamengo  | 5  | 22.3 | .530 | .455 | .889  | 6.0  | 1.2 | 1.0 | .0  | 14.4 |
| 2018     | Flamengo  | 7  | 19.0 | .451 | .250 | .769  | 5.6  | 0.9 | .7  | .0  | 8.4  |
| Carreira | Carreira  | 67 | 29.2 | .497 | .324 | .791  | 7.5  | 1.2 | 1.1 | .2  | 13.4 |